# Waldemar Lorentzon
Anders Waldemar Lorentzon, född 10 juni 1899 i Holms församling, död 14 juni 1984 i Söndrums församling, var en svensk målare, tecknare och grafiker. 

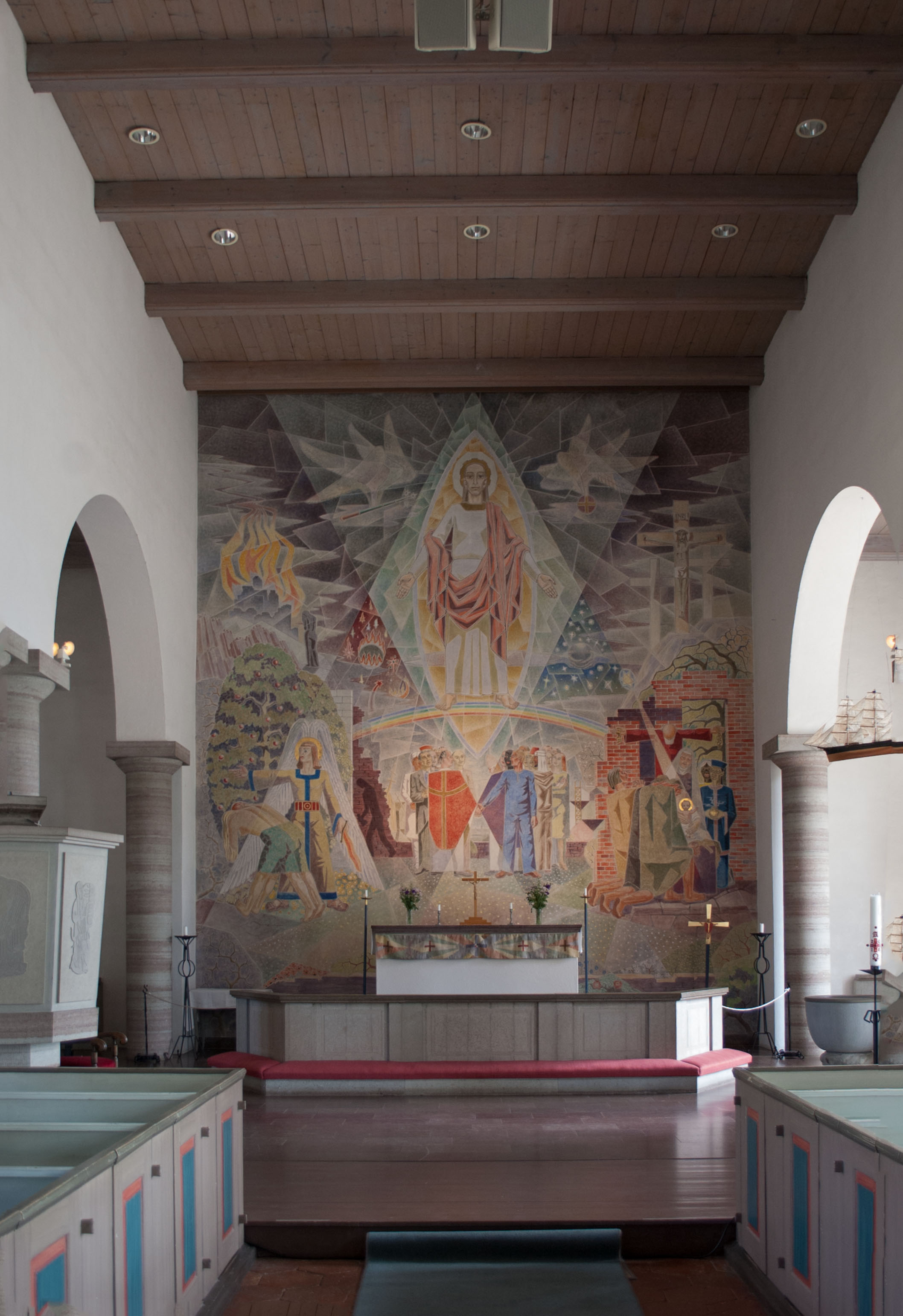
Fresk i Kastlösa kyrkas kor. ”Den återvändade Kristus”

## Biografi
Lorentzon studerade 1919 vid Wilhelmsons målarskola i Stockholm och 1920 till 1921 för Axel Wallert på Althins målarskola. Senare under 1921 studerade han i Tyskland och tog bland annat intryck av El Greco. År 1924 studerade han i Paris, där han av Gösta Adrian-Nilsson introducerades vid Académie Moderne och han kom att arbeta hos Fernand Léger. Léger och Adrian-Nilsson influerade honom och han blev intresserad av kubismen. År 1925 deltog han i den internationella utställningen L'Art d'Aujourd'hui i Paris tillsammans med bland andra Léger och Picasso. 
År 1929 bildade han Halmstadgruppen tillsammans med sina kusiner Axel Olson och Erik Olson samt Sven Jonson, Stellan Mörner och Esaias Thorén.
I början av 1930-talet närmade han sig en kort period konkretismen men utvecklade liksom de övriga medlemmarna i Halmstadgruppen ett surrealistiskt måleri. Lorentzons målningar är ofta mångtydiga, som den kända Kosmisk moder där en kvinnogestalt flyter ihop med ett drömlikt landskap.
I slutet av 1930-talet engagerade han sig i den kristna Oxfordgrupprörelsen och ägnade sig tidigt och från 1950-talet huvudsakligen åt kyrkligt måleri. Bland hans verk kan nämnas takmålningen i Skavböke kapell i Enslövs socken, Halland 1929, absidtaket i Reftele kyrka i Småland 1932, intarsia i Halmstads rådhus 1938 samt väggmålningar i stadsbiblioteket i Halmstad 1953 och i Halmstads teater 1954.
Hans målning av absidtaket i Ryssby kyrka, Kronobergs län som han färdigställde 1951 blev mycket uppmärksammad genom att den i en detalj framställde ondskan i form av en atombomb. Som hans främste monumentalmåleri räknas Kristi återkomst på korväggen i Kastlösa kyrka på Öland 1954. Lorentzon är representerad vid bland annat Göteborgs konstmuseum.
Han är begravd på kyrkogården i Söndrum utanför Halmstad.